# Stadtkirche St. Nikolaus (Frauenfeld)

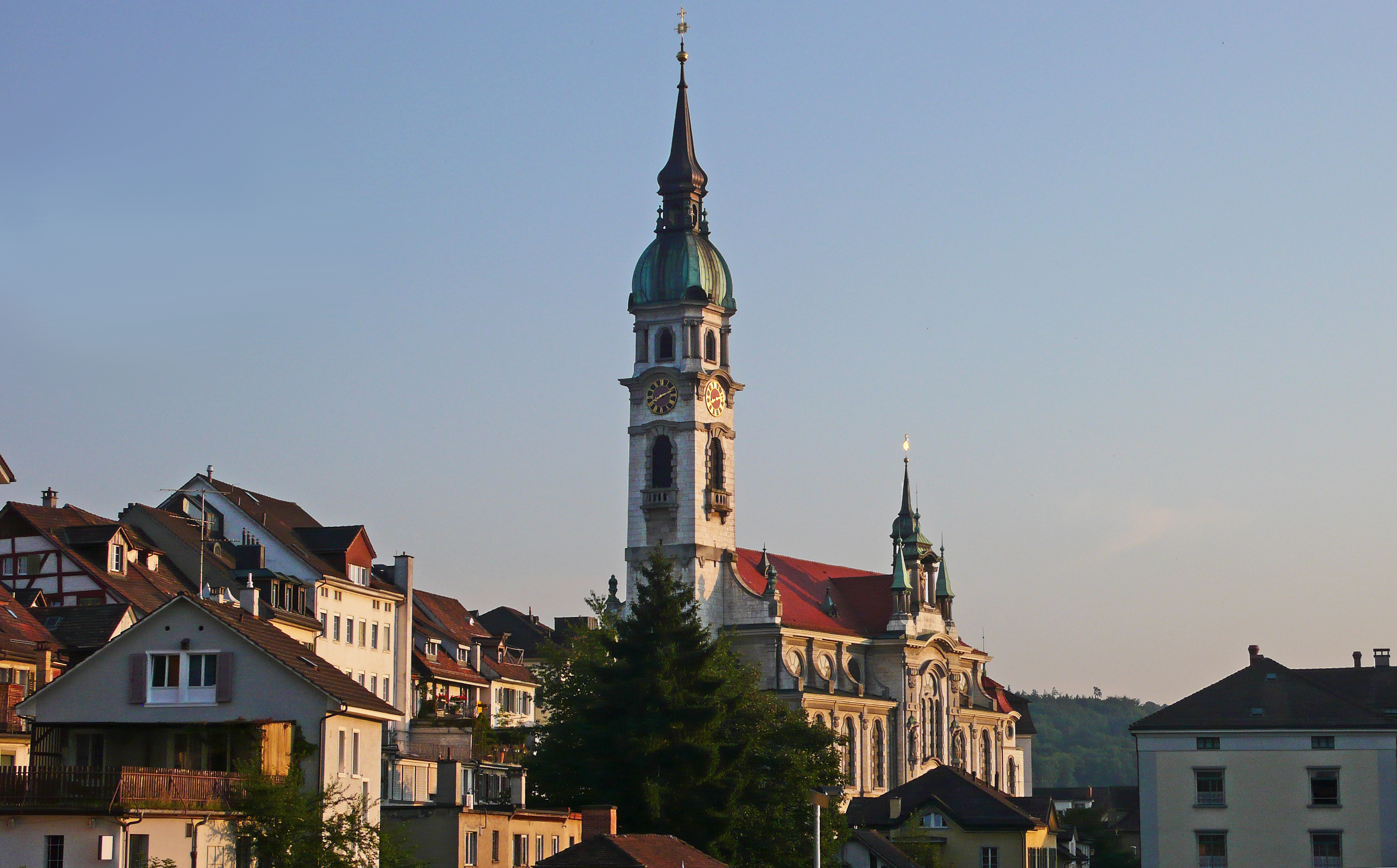
Frauenfeld, Stadtkirche St. Nikolaus

Die römisch-katholische Stadtkirche St. Nikolaus in Frauenfeld gehört zu den wichtigsten Zeugnissen neubarocker Sakralarchitektur im Kanton Thurgau. Sie steht auf einem Molassefelsen über dem Murgbogen, an prominenter Lage.

## Geschichte

### Vorgeschichte und Namensgebung

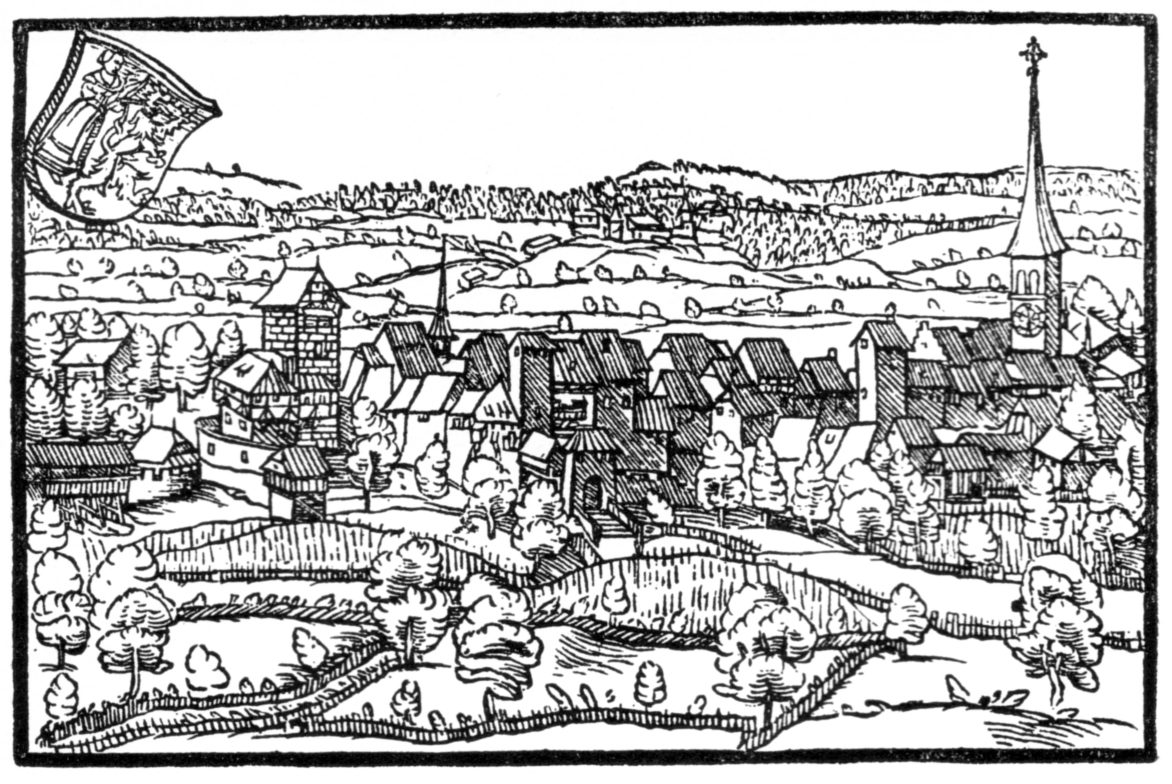
Die Stadt Frauenfeld in der Chronik von Johannes Stumpf (1548)

Die ersten kirchlichen Bauten auf dem Stadtgebiet von Frauenfeld gehen auf das 9. Jahrhundert zurück. Nach der Kirche St. Laurentius im Frauenfelder Ortsteil Oberkirch ist spätestens seit 1285 eine Kapelle am heutigen Standort der Stadtkirche St. Nikolaus bezeugt. Belegt ist der Namenspatron der Kapelle, der heilige Nikolaus von Myra, für das Jahr 1463. Mehrere Umbauten veränderten in dieser Zeit das Aussehen der Kapelle.
Die Reformation, in Frauenfeld 1529 eingeführt, brachte weitgehende Veränderungen mit sich. Für die St. Nikolaus-Kapelle, wie auch für die Laurentius-Kirche, etablierten die beiden Konfessionen 1531 eine paritätische Nutzung. Mit dem Bau der evangelischen Kirche 1647 endete diese Phase. Die Umbauten von 1648 betrafen das Kirchenschiff, es wurde komplett neu gebaut, Chor und Kirchturm blieben erhalten.: S. 15
Der erste Stadtbrand von 1771 zerstörte nicht nur die Hälfte der Stadt, auch von der St. Nikolauskirche blieb wenig übrig, nur der Turmschaft hatte überlebt. Der Baumeister Peter Bein errichtete den Neubau, der 1781 geweiht wurde und der dem zweiten Stadtbrand von 1788 entging.: S. 16

### Entstehungs- und Baugeschichte

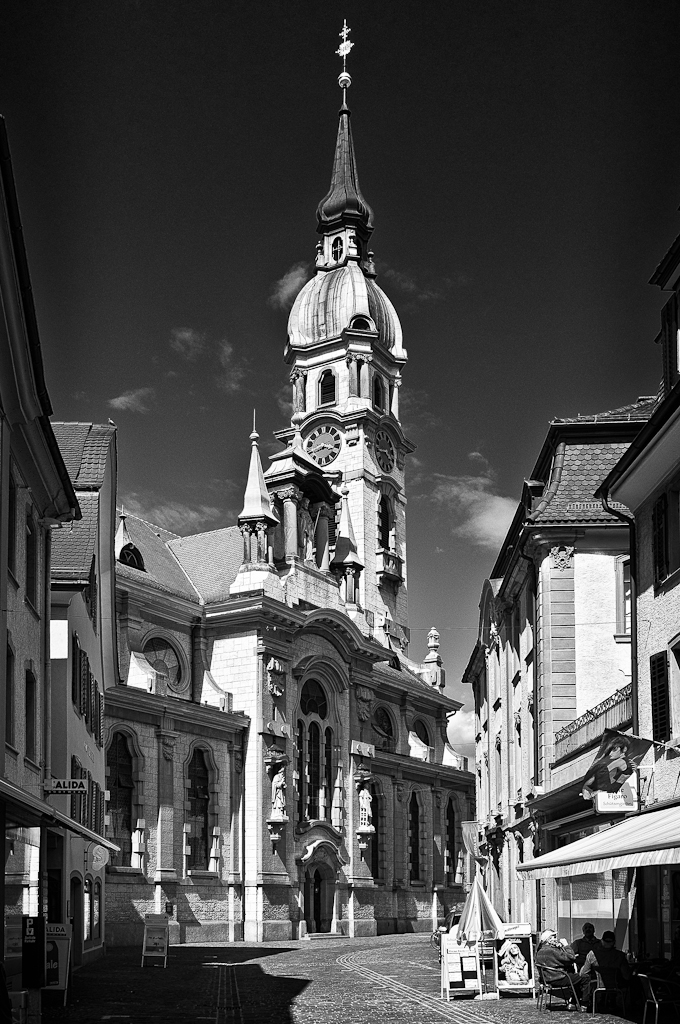
St. Nikolaus in Frauenfeld

Im Laufe der zweiten Hälfte des 19. Jahrhunderts stieg die Zahl der Einwohner und damit auch der Katholiken in Frauenfeld stark an. Die alte Stadtkirche St. Nikolaus, mit 600 Plätzen, war immer öfter zu klein, um alle Gläubigen aufzunehmen. In seinem Gutachten vom 1. Oktober 1890 kam August Hardegger zum Schluss, dass die einfache Verlängerung des Kirchenschiffes auf dem bestehenden Grundstück nicht möglich sei, und schlug einen nach Westen gerichteten, neobarocken Kirchbau vor. Die finanzielle Situation der Kirchgemeinde erlaubte es zu diesem Zeitpunkt jedoch nicht, die Pläne umzusetzen.: S. 17
Eine neue Dynamik um den Kirchenbau entstand 1893, als Pläne der Stadt Frauenfeld bekannt wurden, eine neue Zufahrtsstrasse vom Bahnhof zum Regierungsgebäude des jungen Kantons Thurgau zu bauen, wofür auch Land vom Areal der Kirche beansprucht werden sollte. Um das zu verhindern und die Platznot zu beenden, trieb vor allem der Dekan Konrad Kuhn das Neubauprojekt weiter voran. Besondere Schärfe nahmen die Diskussionen an, als Albert Rimli 1895 einen Gegenvorschlag zu Hardeggers Projekt machte. Dabei lehnte sich der, nach Rimlis Plänen, nach Osten gerichtete Bau sehr stark an den Vorschlag Hardeggers an. In den langwierigen, gehässigen Auseinandersetzungen konnte sich der lokal viel besser abgestützte Rimli durchsetzen. Dies gelang ihm auch dank dem neuen Entwurf eines vielgestaltigen Baus, den er als genaue perspektivische Zeichnung, effektvoll in Szene gesetzt, präsentierte. Die Kirchgemeindeversammlung beschloss am 8. November 1903 den Neubau der Stadtkirche. Nach der Grundsteinlegung am 10. Juli 1904 erfolgte am 18. November 1906 die Weihe der katholischen Stadtkirche St. Nikolaus.: S. 31 Durch ihre Lage und den auffallend hohen Turm ist die Kirche im Stil zwischen Neobarock und Jugendstil stadtbildprägend.

## Baubeschreibung

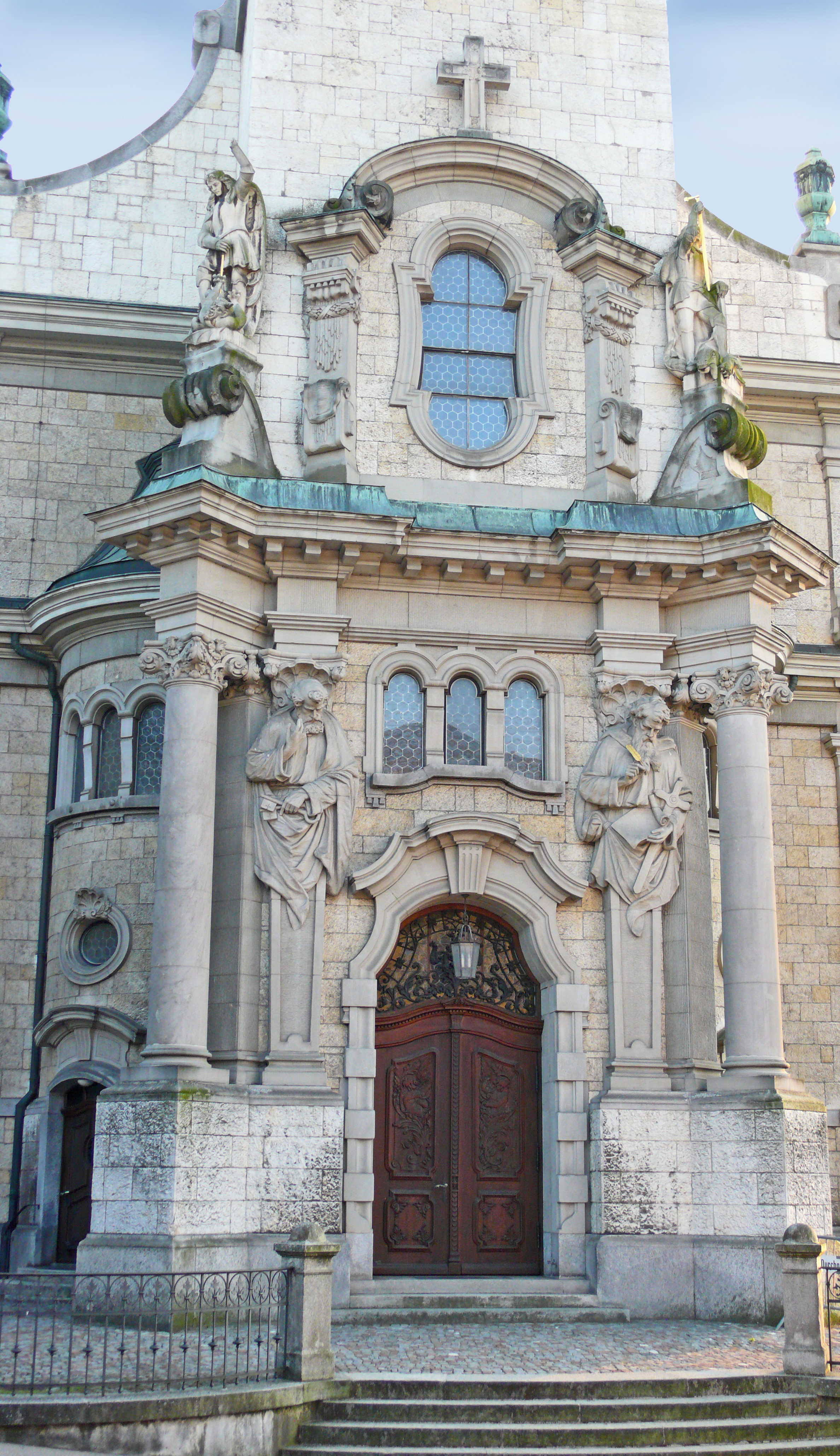
Hauptportal von St. Nikolaus

### Aussenbau
Die Grundkonzeption der St. Nikolauskirche besteht aus einem, nach Westen gerichteten, breiten Langhaus flankiert von schmalen Seitenschiffen, die durch barockisierende Obergadenfenster betont werden. Der Chor mit angegliederter Sakristei schliesst den Kirchraum im Westen ab. Ein Querhaus teilt die Hauptachse nach drei Fünftel der Länge. Es ist wenig ausladend, trägt aber sehr zur starken Gliederung der Fassade und der Kirchenraums bei. Die seitlichen Eingangsportale sind in das Querhaus verlegt.: S. 33f.
Die Frontseite bildet das Hauptportal im Osten der Kirche. Dieses wird vom mächtigen Kirchturm überhöht. Der Aussenbau ist reich gegliedert mit Lisenen, Konsolen und Voluten. Die Fassade aus Haustein trägt ein Relief von Sockeln und Gesimsen. An den Portalen dominieren die Portalaufsätze und die zehn überlebensgrossen Aussenfiguren von Heiligen.: S. 35f.
Für das Geläut entschied man sich, in Zusammenarbeit mit der evangelischen Kirchgemeinde, für zusammenstimmende Geläute der beiden Stadtkirchen. Die Glockengiesserei Rüetschi in Aarau stellte die Glocken von St. Nikolaus in der Hauptstimmung Des-Dur her.: S. 32f.

### Innenraum

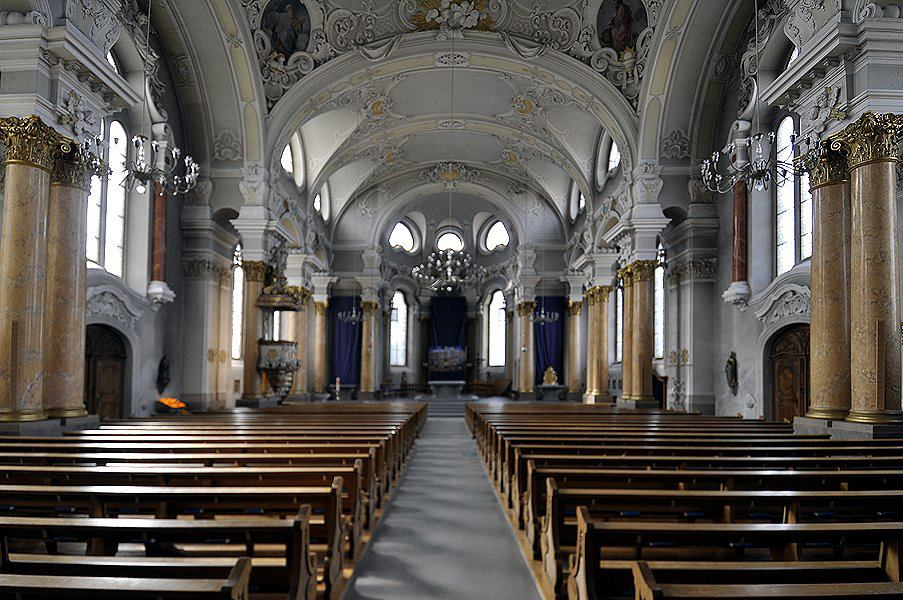
Innenansicht

Durch das Hauptportal gelangt man unter dem Turm hindurch in die Vorhalle. Über ihr bildet die von Säulenpaaren getragene Orgelempore den Abschluss, bis sich die Decke mit dem grossen Tonnengewölbe über dem Hauptschiff weitet. Auf beiden Seiten werden die Seitenschiffe mit einer Reihe gepaarter Säulen begrenzt. Das Querschiff gliedert den Innenraum und weitet ihn am Übergang zu den Seitenportalen. Die hohen Fenster der Seitenschiffe und die nierenförmigen Obergadenfenster lassen viel Licht einströmen. Stuckaturen akzentuieren die Raumgestaltung und heben die Aufteilung weiter hervor.: S. 39 Die Kirche bietet etwa 750 Sitzplätze.
Bei der Renovation im Jahr 1967 wurde das ehemalige, durch braunrot, weiss und goldene Töne geprägte Farbschema zugunsten der heutigen Vielfarbigkeit aufgegeben.: S. 37 Eine weitere Innensanierung erfolgte von April bis November 2015.

## Ausstattung

### Orgel

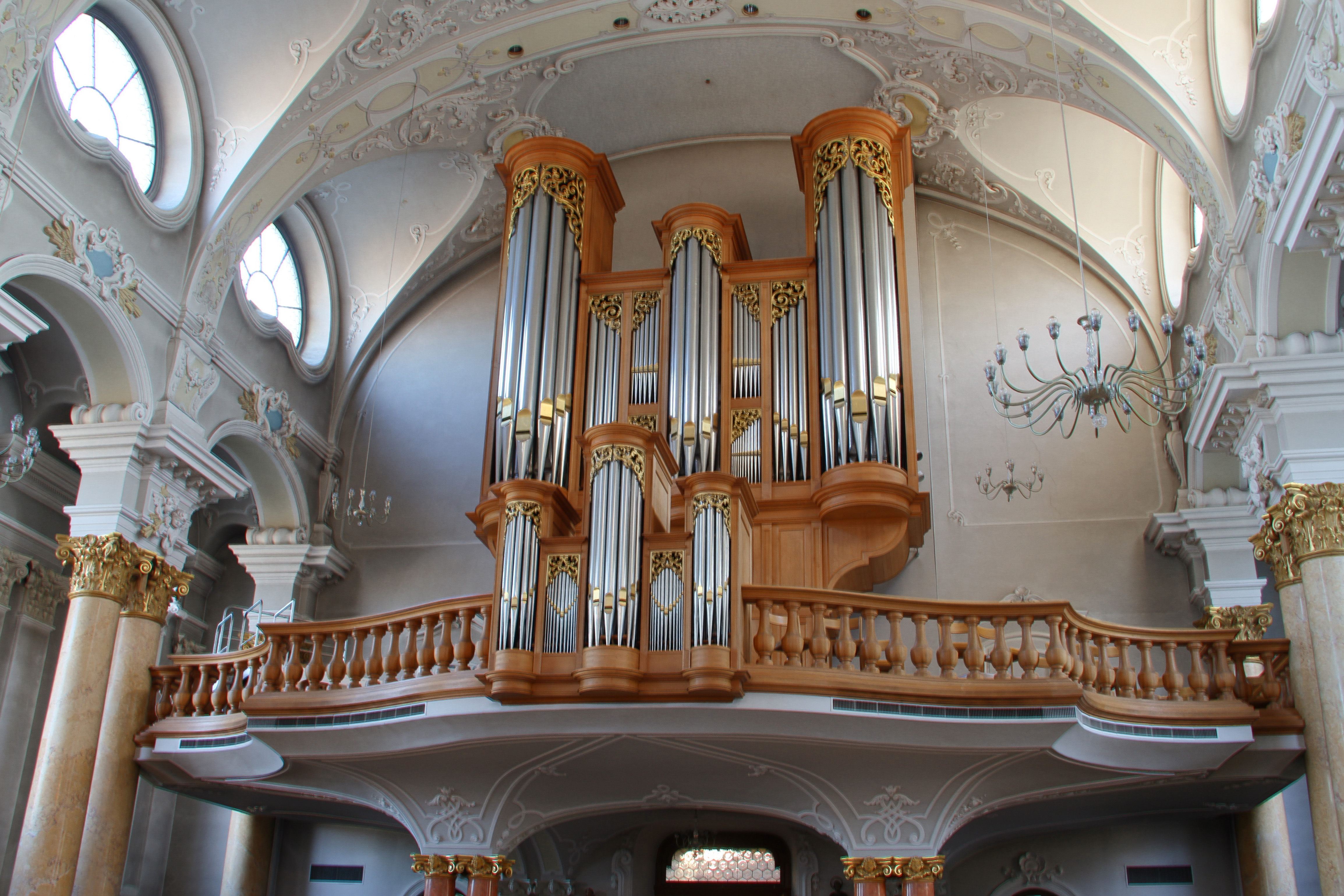
Metzler-Orgel (1969)

Die erste Orgel in der 1906 eingeweihten Stadtkirche war das op. 288 von Carl Theodor Kuhn. Es handelte sich um ein pneumatisches Instrument mit 37 resp. 39 Registern auf drei Manualen und Pedal. Der Prospektentwurf stammte von Architekt Rimli.
Die heutige Orgel aus dem Jahr 1969 stammt von Metzler Orgelbau. Sie hat 44 Register auf drei Manualen (Rückpositiv, Hauptwerk und Brustwerk) und Pedal, Spiel- und Registertraktur sind mechanisch. Planung und Gestaltung erfolgten durch Bernhardt Edskes. Die Disposition:
| I Rückpositiv C–g3 |                  |        |
| 1.                 | Prinzipal        | 08′    |
| 2.                 | Gedackt          | 08′    |
| 3.                 | Quintadena       | 08′    |
| 4.                 | Oktave           | 04′    |
| 5.                 | Rohrflöte        | 04′    |
| 6.                 | Oktave           | 02′    |
| 7.                 | Sesquialter II 0 | 02 ⁄3′ |
| 8.                 | Nasard           | 01 ⁄3′ |
| 9.                 | Scharff IV       | 01′    |
| 10.                | Dulzian          | 16′    |
| 11.                | Krummhorn        | 08′    |

| II Hauptwerk C–g3 |             |        |
| 12.               | Prinzipal   | 16′    |
| 13.               | Pommer      | 16′    |
| 14.               | Oktave      | 08′    |
| 15.               | Hohlflöte   | 08′    |
| 16.               | Dolkan      | 08′    |
| 17.               | Oktave      | 04′    |
| 18.               | Koppelflöte | 04′    |
| 19.               | Quinte      | 02 ⁄3′ |
| 20.               | Oktave      | 02′    |
| 21.               | Mixtur IV   | 02′    |
| 22.               | Cymbel IV   | 02⁄3′  |
| 23.               | Trompete    | 08′    |

| III Brustwerk C–g3 |              |         |
| 24.                | Holzgedackt  | 08′     |
| 25.                | Prinzipal    | 04′     |
| 26.                | Gedacktflöte | 04′     |
| 27.                | Spitzflöte   | 02′     |
| 28.                | Terzian II   | 01 3⁄5′ |
| 29.                | Sifflöte     | 01′     |
| 30.                | Cymbel II    | 01⁄2′   |
| 31.                | Oboe         | 8′      |
| 32.                | Vox humana   | 08′     |
|                    | Tremulant    |         |

| Pedal C–f1 |                  |         |
| 33.        | Prinzipal        | 16′     |
| 34.        | Subbass          | 16′     |
| 35.        | Oktave           | 08′     |
| 36.        | Gedackt          | 08′     |
| 37.        | Quinte           | 05 1⁄3′ |
| 38.        | Oktave           | 04′     |
| 39.        | Nachthorn        | 02′     |
| 40.        | Rauschpfeife V 0 | 02′     |
| 41.        | Posaune          | 16′     |
| 42.        | Trompete         | 08′     |
| 42.        | Trompete         | 04′     |
| 43.        | Cinq             | 02′     |

- Koppeln: I/II, III/II, I/P, II/P (mechanisch, als Tritte). Pleno-Tritte «an» und «ab». Tritt «Pedalzungen ab». Schwelltritt für III. Manual Brustwerk.

### Geläut
Im Turm von St. Nikolaus hängt ein sechsstimmiges Bronzegeläut, welches 1906 von der Glockengiesserei Rüetschi (Aarau) gegossen wurde. Die Glocken hängen in einem Stahlglockenstuhl an Stahljochen.
| Nr. | Name der Glocke        | Schlagton | Gewicht |
| --- | ---------------------- | --------- | ------- |
| 1   | Dreifaltigkeits-Glocke | b0        | 3281 kg |
| 2   | Heilig-Kreuz-Glocke    | des1      | 2070 kg |
| 3   | St.-Nikolaus-Glocke    | es1       | 1490 kg |
| 4   | Armenseelen-Glocke     | ges1      | 0800 kg |
| 5   | Schutzengel-Glocke     | b1        | 0473 kg |
| 6   | Messglöcklein          | des2      | 0257 kg |